# 7099 Feuerbach
7099 Feuerbach este un asteroid din centura principală de asteroizi.

## Descriere
7099 Feuerbach este un asteroid din centura principală de asteroizi. A fost descoperit pe 20 aprilie 1996 la Observatorul La Silla de Eric Walter Elst. El prezintă o orbită caracterizată de o semiaxă mare de 3,15 ua, o excentricitate de 0,13 și o înclinație de 2,2° în raport cu ecliptica.